# Pirvinio pamoato
Il pirvinio pamoato, noto anche come viprinio embonato, è una molecola dotata di attività antielmintica ossiuricida. Come farmaco viene utilizzato nel trattamento delle infezioni da Enterobius vermicularis.
In Italia era venduto dalla società farmaceutica Parke-Davis con il nome di Vanquin nella forma farmacologica di confetti contenenti 50 mg e di sospensione orale al 1,5% di concentrazione di principio attivo. L'antielmintico oggi è stato superato da altri farmaci quali l'albendazolo, il mebendazolo e la piperazina, che si caratterizzano per la maggiore efficacia ed il minor numero di effetti collaterali.

## Chimica
La molecola si presenta come una polvere cristallina di colore variabile dall'arancione-rosso fino al nero. Il composto è praticamente insolubile in acqua e nell'etere, poco solubile nel cloroformio così come nell'alcool metilico.

## Farmacodinamica
Il farmaco, non assorbito a livello intestinale, inibisce l'uptake di glucosio da parte del nematode che è così costretto ad esaurire le sue riserve di zuccheri. Pirvinio pamoato non è attivo sulle uova.

## Farmacocinetica
Pirvinio pamoato dopo somministrazione per via orale non viene significativamente assorbito dal tratto gastroenterico ove rimane concentrato e viene eliminato con le feci. Studi sui ratti hanno evidenziato la presenza di quantità minime della molecola nel fegato e nel plasma, ma senza evidenza di alcun metabolita.

## Usi clinici
Il composto trova indicazione nel trattamento dell'ossiuriasi, ovvero delle parassitosi intestinali causate da ossiuri, prevalenti soprattutto in età infantile.

Non è invece efficace in caso di altri tipi di infezioni da vermi, ad esempio infestazioni da ascaridi o tenie.
Usato in combinazione con vemurafenib nel trattamento del cancro del colon, può aumentare l'efficacia di quest'ultimo. A sua volta, il vemurafenib agisce efficacemente in combinazione con l'axitinib, un altro farmaco che ha come bersaglio le cellule BRAF.

## Effetti collaterali e indesiderati
Pirvinio pamoato causa occasionalmente disturbi di natura gastrointestinale quali nausea, vomito, dolore addominale ed epigastrico, diarrea. Il composto colora le feci di rosso scuro e può macchiare gli indumenti. Anche il vomito può assumere una colorazione rossastra.

In alcuni pazienti sono state descritte anche reazioni di ipersensibilità, allergie, eruzioni cutanee e reazioni di fotosensibilizzazione.

## Controindicazioni
Il pirvinio pamoato è controindicato in caso di ipersensibilità e non deve essere somministrato in caso di infiammazione intestinale. Durante e dopo il trattamento è importante osservare norme igieniche adeguate per evitare reinfezioni o contagi (anche la biancheria intima può rappresentare un veicolo di infezioni).

## Dosi terapeutiche
Il farmaco viene somministrato per bocca in una dose unica equivalente a 5 mg/kg di pirvinio (7,5 mg di pirvinio pamoato corrispondono circa a 5 mg di pirvinio base).

L'infestazione da ossiuri può essere trasmessa con facilità da soggetto a soggetto, soprattutto tra le persone dello stesso nucleo familiare. Pertanto in molti casi il medico sceglie di trattare contemporaneamente tutti i membri della famiglia per prevenire una possibile infestazione o reinfestazione. 
Il trattamento viene di norma ripetuto dopo 2-3 settimane per assicurare una completa risoluzione dell'infestazione: questo periodo di tempo corrisponde al ciclo evolutivo dell'ossiuro.

## Gravidanza e allattamento
Non sono stati eseguiti studi adeguati e controllati in donne che allattano al seno per determinare un eventuale rischio per il neonato quando il trattamento viene effettuato durante l'allattamento.
Prima di iniziare il trattamento il medico deve quindi valutare i benefici attesi nella donna rispetto ai rischi potenziali per il neonato.